# Svaneholm, Borås kommun
Svaneholm är en ort som ligger vid ån Viskan mellan Kinna och Viskafors, cirka 15 kilometer söder om Borås vid en tidigare sträckning av riksväg 41. Bebyggelsen ingick till  2023 i tätorten Viskafors för att 2023 med bebyggelse i söder avgränsas som en separat tätort, vari samtidigt den tidigare småorten Skrapered kom att inkluderas..
Orten växte upp som ett brukssamhälle kring Viskafors gummifabrik. 